# Will Jennings
Wilbur H. „Will“ Jennings (* 27. Juni 1944 in Kilgore, Texas; † 6. September 2024 in Tyler, Texas) war ein US-amerikanischer Songwriter und dreifacher Grammy-Preisträger, der vor allem durch seine Texte zu Up Where We Belong, My Heart Will Go On und Tears in Heaven bekannt wurde.

## Leben
Jennings besuchte die Stephen F. Austin State University, nach seinem Abschluss 1967 lehrte er an der University of Wisconsin in Eau Claire. 1977 schrieb er zusammen mit dem Komponisten Richard Kerr den Nummer-eins-Hit Looks Like We Made It für Barry Manilow. Zwei Jahre später komponierten beide den Titel Somewhere in the Night, mit dem sich Manilow 1978 auf Position neun der Billboard Hot 100 platzieren konnte. 1981 war Jennings erstmals für den Oscar nominiert, er hatte zu Lalo Schifrins Musik zum Titel People Alone aus dem Soundtrack zu Das große Finale den Text beigesteuert. Im selben Jahr arbeitete er mit Steve Winwood an dessen Album Arc of a Diver zusammen und war an den meisten Titeln des Albums beteiligt. Ebenfalls 1981 steuerte Jennings Texte zum letzten komplett auf Englisch produzierten Album von Udo Jürgens bei, u. a. für den Titelsong Leave a little love. Im darauf folgenden Jahr erschien Winwoods Talking Back to the Night mit der Hitsingle Valerie, der in der Version von Eric Prydz 2004 erneut zu einem Hit wurde. Für seinen Text zum von Joe Cocker und Jennifer Warnes eingesungenen Up Where We Belong aus dem Spielfilm Ein Offizier und Gentleman mit Richard Gere und Debra Winger in den Hauptrollen erhielt Jennings 1983 seinen ersten Oscar. Weiterhin wurde der Titel mit dem Golden Globe Award und dem BAFTA Award ausgezeichnet.
1986 kam es mit dem mit zwei Grammys ausgezeichneten Album Back In The Highlife zu einer weiteren Zusammenarbeit mit Winwood, der Titel Higher Love erreichte Position eins der Billboard Charts. 1991 verfasste Jennings zusammen mit Eric Clapton dessen Ballade Tears in Heaven, der für den Golden Globe Award nominiert war sowie den Grammy gewann. 1997 schrieb er zusammen mit dem Filmkomponisten James Horner für den Spielfilm Titanic den Titel My Heart Will Go On, der von Céline Dion interpretiert wurde. Die Single erreichte in den USA, Großbritannien und Deutschland die Spitze der Charts, das Soundtrackalbum konnte sich ein ganzes Jahr in den deutschen Charts halten. Ausgezeichnet wurde der Titel mit dem Oscar, dem Golden Globe Award, dem Golden Satellite Award, dem ASCAP Award sowie dem Grammy.
Ab Anfang der 1980er Jahre wurden von Jennings getextete Titel in Spielfilmen verwendet. Teilweise wurden diese speziell für den Soundtrack verfasst, teilweise wurden bereits veröffentlichte Titel in die Soundtracks aufgenommen. Insbesondere die Erfolgstitel Up Where We Belong und My Heart Will Go On wurden nach ihren Charterfolgen für den Soundtrack von später erschienenen Filmen wieder aufgegriffen. Neben seinem erfolgreichen Wirken in der Filmbranche steuerte Jennings Texte für viele Künstler bei. Hierzu zählen Bon Jovi, Keith Jarrett, Whitney Houston, Roy Orbison und Otis Rush.

## Filmografie (Auswahl)
- 1980: Das große Finale (The Competition)
- 1982: Ein Offizier und Gentleman (An Officer and a Gentleman)
- 1986: Nummer 5 lebt! (Short Circuit)
- 1986: Der Flug des Navigators (Flight of the Navigator)
- 1988: In einem Land vor unserer Zeit (The Land Before Time)
- 1989: Black Rain
- 1991: Thelma & Louise
- 1996: Immer Ärger mit Sergeant Bilko (Sgt. Bilko)
- 1997: Jackie Brown
- 1997: Titanic
- 1998: Mein großer Freund Joe (Mighty Joe Young)
- 1999: Der 200 Jahre Mann (Bicentennial Man)
- 2000: Der Grinch (How the Grinch Stole Christmas)
- 2001: A Beautiful Mind – Genie und Wahnsinn (A Beautiful Mind)
- 2001: Moulin Rouge!
- 2003: Wie werde ich ihn los – in 10 Tagen? (How to Lose a Guy in 10 Days)
- 2005: Deine, meine & unsere (Yours, Mine and Ours)
- 2009: Nachts im Museum 2 (Night at the Museum: Battle of the Smithsonian)

## Auszeichnungen
- 1981: Oscar-Nominierung für People Alone (Das große Finale)
- 1983: Oscar für Up Where We Belong (Ein Offizier und Gentleman)
- 1983: Golden Globe Award für Up Where We Belong (Ein Offizier und Gentleman)
- 1984: BAFTA Award für Up Where We Belong (Ein Offizier und Gentleman)
- 1987: Grammy-Nominierung für Higher Love
- 1988: Grammy-Nominierung für Didn’t We Almost Have It All
- 1992: Golden-Globe-Award-Nominierung für Dreams to Dream (Feivel, der Mauswanderer im wilden Westen)
- 1993: Golden-Globe-Award-Nominierung für Tears in Heaven (Fieberhaft)
- 1993: Grammy für Tears in Heaven (Fieberhaft)
- 1998: Oscar für My Heart Will Go On (Titanic)
- 1998: Golden Globe Award für My Heart Will Go On (Titanic)
- 1998: Golden Satellite Award für My Heart Will Go On (Titanic)
- 1999: ASCAP Award für My Heart Will Go On (Titanic)
- 1999: Zwei Grammys für My Heart Will Go On (Titanic)
- 2002: Golden Satellite Award für All Love Can Be (A beautiful Mind – Genie und Wahnsinn)